# PGM-11 Redstone
PGM-11 Redstone var USA:s första ballistiska robot med kort räckvidd, utvecklad vid Redstone Arsenal i Huntsville i Alabama och tillverkad av Chrysler Corporation. Den bar en vätebomb av typen Mark 39.
Raketen bestod av endast ett steg och drevs av alkohol och flytande syre.
Raketen var den första i Redstone-familjen.

## Utveckling
Raketen utvecklades av ett team tillstöredelen bestående av de tyska ingenjörer som utvecklade den tyska V-2-raketen och som togs till USA för Operation Paperclip. Raketen bygger därför till största delen på teknik från V-2-raketen.